# Івановецька сільська рада (Кельменецький район)
Іванове́цька сільська́ ра́да — адміністративно-територіальна одиниця та орган місцевого самоврядування в Кельменецькому районі Чернівецької області. Адміністративний центр — село Іванівці.

## Загальні відомості
- Населення ради: 3 253 особи (станом на 2001 рік)

## Населені пункти
Сільській раді були підпорядковані населені пункти:
- с. Іванівці

## Склад ради
Рада складалася з 20 депутатів та голови.
- Голова ради: Саракуца Віктор Олексійович
- Секретар ради: Фортуна Анатолій Григорович

### Керівний склад попередніх скликань
| Прізвище, ім'я, по батькові     | Основні відомості                                                 | Дата обрання | Дата звільнення |
| ------------------------------- | ----------------------------------------------------------------- | ------------ | --------------- |
| Фортуна Анатолій Григорович     | Сільський голова, 1957 року народження, безпартійний              | 26.03.2006   | 31.10.2010      |
| Стаднійчук Анастасія Миколаївна | Сільський голова, 1960 року народження, освіта вища               | 31.10.2010   | 16.09.2013      |
| Саракуца Віктор Олексійович     | Сільський голова, 1986 року народження, освіта вища, безпартійний | 25.05.2014   |                 |

Примітка: таблиця складена за даними сайту Верховної Ради України

### Депутати
За результатами місцевих виборів 2010 року депутатами ради стали:

#### За суб'єктами висування
| Суб'єкт висування                 | Кількість обраних депутатів | %  |
| --------------------------------- | --------------------------- | -- |
| Політична партія «Фронт Змін»     | 9                           | 45 |
| Партія регіонів                   | 5                           | 25 |
| Самовисування                     | 4                           | 20 |
| Комуністична партія України       | 1                           | 5  |
| Політична партія «Сильна Україна» | 1                           | 5  |

#### За округами
| № округу                          | Прізвище, ім'я, по батькові    | Дата визнання обраним | Освіта             | Партійна приналежність              | Відомості про обраного депутата                                             |
| --------------------------------- | ------------------------------ | --------------------- | ------------------ | ----------------------------------- | --------------------------------------------------------------------------- |
| Комуністична партія України       |                                |                       |                    |                                     |                                                                             |
| 9                                 | Підлісний Микола Григорович    | 01.11.2010            | середня спеціальна | член Комуністичної партії України   | тимчасово не працює                                                         |
| Партія регіонів                   |                                |                       |                    |                                     |                                                                             |
| 4                                 | Базь Віталій Миколайович       | 01.11.2010            | середня            | позапартійний                       | приватний підприємець                                                       |
| 5                                 | Продан Наталія Петрівна        | 01.11.2010            | середня спеціальна | позапартійна                        | Будинок народної творчості та дозвілля, директор                            |
| 11                                | Білоткач Марина Миколаївна     | 01.11.2010            | вища               | член Партії регіонів                | приватний підприємець                                                       |
| 12                                | Дзик Григорій Дмитрович        | 01.11.2010            | вища               | позапартійний                       | ВАТ «Кельменцьке ПМК-2», директор                                           |
| 16                                | Петричко Тетяна Іванівна       | 01.11.2010            | вища               | член Партії регіонів                | Управління праці та соціального захисту населення РДА, соціальний працівник |
| Політична партія «Сильна Україна» |                                |                       |                    |                                     |                                                                             |
| 1                                 | Вовк Віктор Іванович           | 01.11.2010            | вища               | позапартійний                       | пенсіонер                                                                   |
| Політична партія «Фронт Змін»     |                                |                       |                    |                                     |                                                                             |
| 2                                 | Фортуна Анатолій Григорович    | 01.11.2010            | середня спеціальна | член Політичної партії «Фронт Змін» | Івановецька сільська рада, голова                                           |
| 3                                 | Боднарчук Галина Миколаївна    | 01.11.2010            | середня спеціальна | член Політичної партії «Фронт Змін» | Івановецька сільська рада, головний бухгалтер                               |
| 8                                 | Шевчук Віктор Петрович         | 01.11.2010            | середня спеціальна | позапартійний                       | тимчасово не працює                                                         |
| 10                                | Базь Віктор Петрович           | 01.11.2010            | середня спеціальна | член Політичної партії «Фронт Змін» | ТОВ «Іванівецький колос», інженер                                           |
| 13                                | Чорна Людмила Вікторівна       | 01.11.2010            | вища               | член Політичної партії «Фронт Змін» | приватний підприємець                                                       |
| 14                                | Рибачевський Анатолій Іванович | 01.11.2010            | середня            | член Політичної партії «Фронт Змін» | приватний підприємець                                                       |
| 17                                | Райський Микола Григорович     | 01.11.2010            | середня            | член Політичної партії «Фронт Змін» | фермерське господарство «Вересневе», фермер                                 |
| 19                                | Підлісний Василь Олександрович | 01.11.2010            | середня спеціальна | член Політичної партії «Фронт Змін» | тимчасово не працює                                                         |
| 20                                | Веркаш Михайло Семенович       | 01.11.2010            | середня            | член Політичної партії «Фронт Змін» | пенсіонер                                                                   |
| Самовисування                     |                                |                       |                    |                                     |                                                                             |
| 6                                 | Ярова Валентина Григорівна     | 01.11.2010            | середня спеціальна | позапартійна                        | приватний підприємець                                                       |
| 7                                 | Амбра Павло Васильович         | 01.11.2010            | середня спеціальна | позапартійний                       | приватний підприємець                                                       |
| 15                                | Корогода Надія Іванівна        | 01.11.2010            | середня спеціальна | позапартійна                        | Іванівецький дошкільний навчальний заклад, вихователь                       |
| 18                                | Постолатій Надія Григорівна    | 01.11.2010            | середня спеціальна | позапартійна                        | приватна аптека ПП «Альянс», фармацевт                                      |

## Населення
Згідно з переписом УРСР 1989 року чисельність наявного населення сільської ради становила 3833 особи, з яких 1755 чоловіків та 2078 жінок.
За переписом населення України 2001 року в сільській раді мешкало 3237 осіб.

### Мова
Розподіл населення за рідною мовою за даними перепису 2001 року:
| Мова       | Відсоток |
| ---------- | -------- |
| українська | 98,92 %  |
| російська  | 0,71 %   |
| молдовська | 0,18 %   |
| білоруська | 0,06 %   |
| вірменська | 0,03 %   |